# Nico Hülkenberg
Nicolas Hülkenberg (n. 19 august 1987, Emmerich am Rhein, Republica Federală Germania), cunoscut mai bine sub numele de Nico Hülkenberg, este un pilot profesionist de curse german ce concurează în Campionatul Mondial de Formula 1 pentru echipa Kick Sauber.
Hülkenberg și-a făcut debutul în Formula 1 în sezonul 2010, conducând pentru echipa Williams, după ce în anul precedent câștigase Seria GP2. În ciuda faptului că a revendicat primul pole position pentru Williams în mai bine de cinci ani, el nu a fost păstrat pentru 2011 și s-a alăturat echipei Force India ca pilot de teste și de rezervă. El a fost promovat la un loc de cursă pentru sezonul 2012, alăturându-se lui Paul di Resta. În 2013, a condus pentru echipa Sauber, cu pilotul mexican Esteban Gutiérrez drept coechipier. Hülkenberg a revenit la Force India pentru sezonul 2014. În octombrie 2016, a fost confirmat că va trece la Renault pentru 2017. El a fost înlocuit de Esteban Ocon pentru sezonul 2020 de Formula 1. Totuși, s-a întors în F1 în 2020, conducând pentru Racing Point în trei curse. Apoi, s-a întors din nou pentru a-l înlocui pe Sebastian Vettel la Aston Martin în primele două curse ale sezonului 2022, în urma testului pozitiv de COVID-19 al lui Vettel. El s-a întors ca pilot titular pentru sezonul 2023, la echipa Haas.
Hülkenberg deține recordul pentru cele mai multe starturi în carieră în Formula 1 fără un podium, un record pe care l-a doborât atunci când nu a reușit să termine în cea de-a 129-a cursă (Marele Premiu al statului Singapore din 2017) și, astfel, a depășit recordul anterior al lui Adrian Sutil (128 de curse); Recordul lui Hülkenberg este de 233 de Mari Premii.
Va reuși sa obțina primul său podium în Marele Premiu al Marii Britanii, la Silverstone, în 2025, după 239 de starturi, alături de echipa Kick Sauber.

## Cariera în Formula 1
| Sezon | Echipă                                    | Puncte      | Poz. |
| ----- | ----------------------------------------- | ----------- | ---- |
| 2008  | Williams-Toyota                           | Pilot teste | -    |
| 2009  | Williams-Toyota                           | Pilot teste | -    |
| 2010  | Williams-Cosworth                         | 22          | 14   |
| 2011  | Force India-Mercedes                      | Pilot teste | -    |
| 2012  | Force India-Mercedes                      | 63          | 11   |
| 2013  | Sauber-Ferrari                            | 51          | 10   |
| 2014  | Force India-Mercedes                      | 96          | 9    |
| 2015  | Force India-Mercedes                      | 58          | 10   |
| 2016  | Force India-Mercedes                      | 72          | 9    |
| 2017  | Renault                                   | 43          | 10   |
| 2018  | Renault                                   | 69          | 7    |
| 2019  | Renault                                   | 37          | 14   |
| 2020  | Racing Point-BWT Mercedes (trei etape)    | 10          | 15   |
| 2022  | Aston Martin Aramco-Mercedes (două etape) | 0           | 22   |
| 2023  | Haas-Ferrari                              | 9           | 16   |
| 2024  | Haas-Ferrari                              | 41          | 11   |

## Cariera în Motorsport
| Sezon   | Competiție            | Puncte | Loc clasament general |
| ------- | --------------------- | ------ | --------------------- |
| 2006-07 | A1 Grand Prix         | 128    | 1                     |
| 2007    | Formula 3 Euro Series | 72     | 3                     |
| 2008    | Formula 3 Euro Series | 87     | 1                     |
| 2009    | GP2 Series            | 100    | 1                     |